# Coniopteryx (Xeroconiopteryx) kerzhneri
Coniopteryx (Xeroconiopteryx) kerzhneri is een insect uit de familie van de dwerggaasvliegen (Coniopterygidae), die tot de orde netvleugeligen (Neuroptera) behoort. 
Coniopteryx (Xeroconiopteryx) kerzhneri is voor het eerst wetenschappelijk beschreven door Meinander in 1971.